# Sun Ren

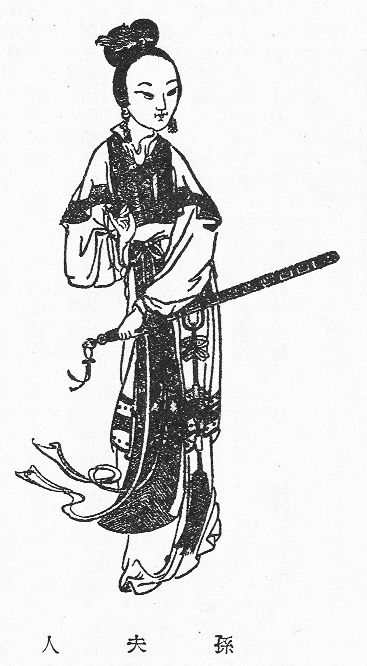
Portret van Sun Ren in een uitgave van Roman van de Drie Koninkrijken uit de Qing-dynastie

Sun Ren of  Sun Shangxiang (in de hedendaagse cultuur) was een van de vrouwen van krijgsheer Liu Bei en de zus van krijgsheer Sun Quan.

## Context
Sinds 196 was keizer Han Xiandi in de machtsgreep van krijgsheer Cao Cao. Cao Cao wilde een nieuw rijk stichten, Liu Bei wilde de Han-dynastie in stand houden. Liu Bei sloot een alliantie met andere krijgsheer, Sun Quan, wat resulteerde in de Slag bij de Rode Muur in 208. Cao Cao verloor de slag en om hun overwinning kracht bij te zetten, huwde Liu Bei met de zus van Sun Quan, Sun Ren of Vrouwe Sun in 209.
Vrouwe Sun was geen kat om zonder handschoenen aan te pakken. Ze werd omringd door honderd vrouwelijke diensters die allen een wapen droegen. Toen Liu Zhang, een andere krijgsheer, toenadering zocht met Liu Bei, verzuurde de relatie met Sun Quan en riep hij zijn zus terug. Bij haar vertrek in 211 probeerde ze de zoon van Liu Bei, Liu Shan te schaken, maar dat werd verhinderd. 

## Cultfiguur
Sun Shangxiang is een personage in de Roman van de Drie Koninkrijken. Ze komt ook voor als personage in de computerspellen Dynasty Warriors en Total War: Three Kingdoms.